# Список українських енциклопедій про регіони України
|  | Службовий список статей, створений для координації робіт з розвитку теми. Це попередження не встановлюється на інформаційні списки і глосарії. |

Список українських енциклопедій про регіони України і інші місця компактного проживання українців

## Регіони
Берестейщина
- Леонюк В. Словник Берестейщини. — Львів : Видавнича фірма «Афіша», 1996. — Т. 1. — 360 с. — ISBN 966-95063-0-1.
- Леонюк В. Словник Берестейщини. — Львів : Видавнича фірма «Афіша», 2010. — Т. 2. — 248 с. — ISBN 978-966-325-135-6.

Бойківщина
- Енциклопедія Бойківщини: люди, мова / Р. С. Дяків, Н. Я. Гілко, Б. В. Гузій, Н. О. Кляшторна, І. О. Корчинський та ін. — К. : МЕФ, 2014. — 295 с.[1][2]

Волинь
- Цинкаловський О. Стара Волинь і Волинське Полісся. Краєзнавчий словник — від найдавніших часів до 1914 року. — Вінніпег : Накладом Товариства «Волинь», 1984. — Т. 1 : А — К. — 601 с. (PDF-файл)
- Цинкаловський О. Стара Волинь і Волинське Полісся. Краєзнавчий словник — від найдавніших часів до 1914 року. — Вінніпег : Накладом Товариства «Волинь», 1986. — Т. 2 : Л — Я. — 578 с. (PDF-файл [Архівовано 26 лютого 2019 у Wayback Machine.])
- Волинь: енциклопедичний довідник / В. Болгов, І. Болгов ; Ін-т біографічних досліджень. — К. : [б. в.], 2006. — 320 с. — (Новітня історія України). — ISBN 966-8975-26-Х[3]

Гуцульщина
- Гуцульщина: перша і друга частини / В. Шухевич. — Львів: НТШ, 1899. (PDF-файл репринтного видання): Гуцульщина: третя частина / В. Шухевич. — Львів: НТШ, 1902. (PDF-файл репринтного видання): Гуцульщина: четверта частина / В. Шухевич. — Львів: НТШ, 1904. (PDF-файл репринтного видання): Гуцульщина: п'ята частина / В. Шухевич. — Львів: Загальна друкарня, 1908. (PDF-файл)
- Дослідники та краєзнавці Гуцульщини: Довід. / Арсенич П., Пелипейко І. — Косів: Писаний Камінь, 2002. — 280 с.

Лемківщина
- Енциклопедичний словник Лемківщини / І. Красовський, І. Челак. — Львів: Астролябія, 2013. — 751 с., іл. 16 с. — ISBN 978-617-664-028-8[4][5]

Зелений клин
- Зелений Клин (Український Далекий Схід): Енциклопедичний довідник / Укл. В. Чорномаз. — Владивосток, 2011.[6] (PDF [Архівовано 29 жовтня 2016 у Wayback Machine.])

Холмщина
- Енциклопедичний словник Холмщини / уклад. А. Салюк, А. Арцишевський. — Л.: Сполом, 2017. — 600 с. : іл. — Бібліогр. : С. 576—583.

Інше
- Старовинні парки України загальнодержавного значення. Довідник. Частина І. Полісся та Лісостеп / Ю. О. Клименко, С. І. Кузнецов, В. М. Черняк. — Тернопіль: Мандрівець, 1996. — 105 с.
- Краєзнавчий словник русинів-українців / Укл. Ф. Ковач та ін. — Пряшів, 1999.

## Області

### Вінницька область
- Зозів: енциклопедія села / ред. О. І. Роговий. — Липовець: ВАТ «Поліграфіст», 2002. — 112 с.
- Новітня історія України. Славетна Вінниччина: [довідк.-біогр. вид. / авт.-упоряд. В. В. Болгов]. — К. : Укр. акад. геральдики, товар. знаку та логотипу, 2007— . — 24 см.
  - Вип. 2. — 2007. — 183 с. : іл., портр. — Імен. покажч.: с. 170—174. — Предм. покажч.: с. 175—179. — 5 000 пр. — ISBN 978-966-8153-33-4

### Волинська область
- Володимир-Волинська енциклопедія. 1025-річчю Володимира-Волинського присвячується / Укл. М. Веремчук. — Луцьк: ЛНТУ, 2014. — 267 с. — ISBN 978-966-1532-50-1

### Дніпропетровська область
- Кам'янське-Дніпродзержинськ від «А» до «Я»: краєзнавчий енциклопедичний довідник / автор-упорядник Любов Алексієвська. — Дніпро: Пороги, 2015. — 344 с.[7][8]

Кривий Ріг
- Енциклопедія Криворіжжя. У 2-х т. / Упоряд. В. П. Бухтіяров. — Кривий Ріг: ЯВВА, 2005.
- Історична енциклопедія Криворіжжя. У 2-х т. / Мельник О. О., Балабанов С. В. — Кривий Ріг: Видавничий дім, 2007—2009.[9]

### Донецька область
- Енциклопедія м. Часів Яр / Часовояр. міськрада, Центр пам'яткознавства НАН України ; редкол.: Гірчак В. І. (голова) та ін. — Часів Яр, 2010. — 69 с. : фото. — (Історія міст та сіл України). — 500 пр. — ISBN 978-966-1528-14-6

### Житомирська область
- Еколого-географічний словник-довідник Житомирщини / М. Ю. Костриця. — Житомир: М. А. К. Лтд, 1996. — 200 с.
- Історико-географічний словник Житомирщини Т. 1 : Абрамок-Йосипівка / М. Ю. Костриця, Р. Ю. Кондратюк ; Ін-т історії НАН України, Ін-т географії НАН України, Всеукр. Спілка краєзнавців, Укр. геогр. т-во, Житомир. науково-краєзн. т-во дослідників Волині, Держ. архів Житомир. обл., Житомир обл. ін-т післядиплом. педосвіти, Житомир обл. орг. НСЖУ. — Житомир: М. Г. Косенко, 2002. — 128 с. : іл.
- Цікава Житомирщина: ілюстров. турист. енциклопедія: у 4 т. : 4000 пам'ятників, будівель, парків та інших цікавих і визначних місць області. Т. 2 : Райони області: Лугинський, Любарський, Малинський, Народицький, Новоград-Волинський, Овруцький : 1281 об'єкт, 791 фотознімок / Г. П. Мокрицький. — Житомир: Волинь, 2014. — 384 с. : іл., схеми.

Житомир
- Енциклопедія Житомира[10]

Вулиці Житомира / Георгій Мокрицький. — Житомир: Волинь, 2007. — 638, [1] с. : іл. — (Енциклопедія Житомира: серія видань ; кн. 1). — 1000 екз. — ISBN 966-690-84-Х: Пам'ятки археології, історії та монументального мистецтва / за заг. ред. Георгія Мокрицького. — Житомир: Волинь, 2009. — 243 с. : фот. кольор. — (Енциклопедія Житомира: серія видань ; т. 2, кн. 1). — 1000 екз. — ISBN 966-690-105-Х (PDF-файл[недоступне посилання з липня 2019])
Райони Житомирської області
- Малинський район
  - Історико-географічний словник Малинщини / М. Ю. Костриця, Р. Ю. Кондратюк, В. І. Тимошенко ; [ред. П. Т. Тронько] ; Житомир. науково-краєзн. т-во дослідників Волині, відділ освіти Малин. райдержадмін. — Малин: Малин. район. друк., 2005. — 72 с. : фото.
  - Малин: малий енциклопедичний словник / В. А. Студінський. — К. : Фенікс, 2011. — 304 с. : портр., фото. — ISBN 978-966-651-894-4
- Брусилівщина в іменах: [Житомир. обл.] / В. Г. Святненко. — Київ: Віпол, 2017— .

Кн. 1 : Артисти, музиканти, художники. — 2017. — 210 с. : іл., портр. — Бібліогр. в кінці ст. — 300 пр. — ISBN 978-966-646-176-9
- Мала енциклопедія Романівщини / О. П. Кондратюк. — Житомир: Євенок О. О., 2015. — 232 с. — ISBN 978-617-7265-10-7[11]
- Ружинщина в іменах: Мала енциклопедія / Укл. Г. Л. Махорін. — Житомир: Рута, 2011. — 161 с.
- Хорошівський район: Краєзнавчий енциклопедичний довідник / Упорядник, відповідальний редактор Олександр Голяченко. — Новоград-Волинський: НОВОград, 2020. — ISBN 978-617-7628-34-6

### Закарпатська область
- Діячі історії, науки і культури Закарпаття: малий енциклопедичний словник / Г. В. Павленко ; Ужгородський держ. ун-т, НДІ карпатознавства. — Ужгород: Патент, 1997. — 102 с. — ISBN 966-7242-10-2
- Діячі історії, науки і культури Закарпаття: Малий енцикл. словник: 270 біо-бібліографій / Павленко Г. В. ; Закарпатське обл. т-во охорони пам'яток історії та культури; Ужгородська спілка чеської культури ім. Я. А. Коменського. — 2-е вид., доп і перероб. — Ужгород, 1999. — 196 с.: рис.
- Енциклопедія Закарпаття. Визначні особи ХХ століття / Гол. ред. В. В. Бедь. — Ужгород: Ґражда, 2007. — 385 с.
- Енциклопедія Мукачева в іменах / М. І. Дочинець, В. В. Пагиря. — Мукачеве, 2006. — 312 с.: іл. — (Бібліотека мукачівця). — ISBN 966-8269-15-2
- Закарпатські митці − лауреати Національної премії ім. Т. Г. Шевченка: бібліогр. посіб. / Упр. культури Закарпат. облдержадмін., Закарпат. ОУНБ, інформ.-бібліогр. від. ; уклад. : О. А. Канюка, М. Б. Бадида ; упорядкув. Л. О. Ільченко ; відп. за вип. Л. З. Григаш. − Ужгород: Вид-во В. Падяка, 2008. − 256 с. : іл. − (Корифеї Закарпаття: бібліографія). − Імен. покажч. : с. 245−253. − ISBN 978-966-387-024-3.
- Літературне Закарпаття у XX столітті: Біобібліогр. покажчик / Хланта І. В. Закарпатське обл. держ. адміністрація; Управління культури, Закарпатська держ. обл. універсальна наук. б-ка. — Ужгород: Закарпаття, 1995. — 962, [4] с.

### Запорізька область
- Запорізька область: ілюстрована енциклопедія: природа, історія, архітектура, економіка / гол. ред. Олександр Лазутін. — Запоріжжя: Дике поле, 2006. — VII, 163 с. : іл. — ISBN 9668132866
- Запорізька область: природа, історія, архітектура, культура, економіка: ілюстрована енциклопедія. — Запоріжжя: Дике Поле, 2006. — 400 с.: іл. — ISBN 966-8132-86-6
- Запорізька область: ілюстрована енциклопедія. У 2-х т. / [редрада. : В.Березовський (голова) … [та ін.]. — Запоріжжя: Дике поле, 2004.

Т. 1. Природа. Історія. — ISBN 9667037584 (т.1).
Т. 2. Архітектура. Культура. Економіка. Райони області. — Запоріжжя: Дике поле, 2004. — VII, 304 с. : іл. — ISBN 9667037770
- Запорізька область. Природа, історія, архітектура, культура = Zaporizhia Region. Nature, history, architecture, culture: ілюстрована енциклопедія / Гол. ред. Олександр Лазутін ; авт. тексту Олександр Красюк, Валерія Чорноморець, Любов Архіпова ; фот. Тетяна Аверіна, Володимир Антипов, Олег Бурбовський. — Запоріжжя: Дике Поле, 2016. — 397, [2] с. : іл.
- Гуляйпілля туристичне: путівник-довідник [міста Запоріз. обл.] / Іван Кушніренко, Володимир Жилінський. — Запоріжжя: Дніпров. металург, 2014. — 236, [1] с. : іл., табл., портр. ; 21 см. — Бібліогр.: с. 230—232 (43 назви). — 200 пр. — ISBN 978-617-573-082-9

Запоріжжя
- Вулиці Запоріжжя − дзеркало історії: довідник / Комунал. закл. «Запоріз. ОУНБ ім. О. М. Горького» Запоріз. облради ; уклад. О. В. Дутова. − Запоріжжя: Дике Поле, 2008. − 268 с. − Бібліогр. : (1928 назв). − Імен. покажч. : с. 252−266. − ISBN 978-966-2994-26-1.

### Івано-Франківська область
- Івано-Франківськ. Енциклопедичний словник / Автори-упорядники: Карась Ганна, Діда Роман, Головатий Михайло, Гаврилів Богдан. — Івано-Франківськ: Нова Зоря, 2010. — 496 с.

- Енциклопедія Коломийщини / за ред. М. Савчука, М. Васильчука. Редакційно-видавничий комітет «Енциклопедія Коломийщини». — Коломия: Видавничо-поліграфічне товариство «Вік», 1996—2014.[12][13][14][15]

Зшиток 1 : Літера А / ред. М. Васильчук, М. Савчук. — 1996. — 34 с. — ISBN 966-550-019-8
Зшиток 2 : Літера Б / ред. М. Васильчук, М. Савлук. — 1998. — 119 с. — ISBN 966-550-019-8
Зшиток 3 : Літера В / ред. М. Васильчук, М. Савчук — 2000. — 247 с. — ISBN 966-550-137-2
Зшиток 4 : Літери Г, Ґ / за ред. М. Васильчука, М.Савчука. — 2006. — 228 с.
Зшиток 5 : Літера Д / ред. М. Васильчук, М. Савчук. — 2007. — 136 с. — ISBN 966-550-114-3
Зшиток 6 : Літери Е — Й / за ред. Миколи Савчука. — 2014. — 174, [19] с. : іл. — Бібліогр. в кінці ст. — 1000 пр. — ISBN 966-550-030-9
Зшиток 12 : Літера Ч / ред. М. Савчук. — 2001. — 60 с. — ISBN 966-550-164-X: Зшиток 13 : Літера Ш / ред. М. Савчук. — 2003. — 112 с.: іл. — ISBN 966-550-191-7
Зшиток 14 : Літера Щ, Ю, Я. — 2002. — 61 с. : іл. — ISBN 966-550-178-Х
- Енциклопедія Рогатинщини / [головний редактор Б. М. Скробач] ; Рогатинський міський Сейм, Рогатинська екологічна громада ім. М. Затварницького, Рогатинська районна правозахисна громадська організація. — Рогатин: [б.в.], 2010. — 477 с. : іл.
- Краса Снятинщини: ріки, потоки, ліси, луги, сади, міста і села та висока матеріальна і духовна культура їхніх жителів: гаслова енциклопедія. — Дітройт: Снятин, 1982. — 272 с. : іл. — (Бібліотека видавництва «Снятин»; Вип. ч. 6).

### Київська область
Київ
- Визначні пам'ятки Києва: Енциклопедичний довідник. / Г. Ю. Івакін, М. Ю. Кальницький, Ю. В. Павленко, О. Ю. Храмов; Ю. О. Храмов (відп. ред.): Інститут гуманітарних досліджень Української академії наук. — К.: Фенікс, 2005. — 496 с.: іл. — ISBN 966-651-193-2[16]
- Вулиці Києва / Ред. А. В. Кудрицький. — К.: «Укр. енциклопедія» ім. М. П. Бажана, 1995. — 350 с.
- Енциклопедичний довідник «Київ»
- Київ: енциклопедія / Віталій Абліцов. — Київ: Фенікс, 2016. — 281, [6] с. : портр., фотоіл. — ISBN 9789661364058.
- Київ. З найдавніших часів до 1917 р. Електронний ресурс: іст. енциклопедія / авт.-упоряд. О. Немировський та ін. — 2-ге вид. — К. : 3 Media, 2000. — 1 електрон. опт. диск (CD-ROM)
- Київ: Історико-біографічний енциклопедичний довідник: Г. Ю. Івакін, М. Б. Кальницький, Ю. В. Павленко та ін.; Ю. О. Храмов (відп. ред.). Інститут гуманітарних досліджень української академії наук. — К.: Фенікс, 2007. — 1120 с.: іл. — ISBN 978-966-651-405-2[17]
- Київ. Короткий топонімічний довідник. Довідкове видання. / Пономаренко Л. А., Різник О. О. — К.: Видавництво «Павлім», 2003. — 124 с. — ISBN 966-686-050-3[18]
- Київ. Дніпровський район від А до Я: довідк.-біогр. вид., присвяч. до святкування 45-річчя р-ну / редкол.: Шевчук О. С. [та ін.]. — Київ: Київ. кн.-журн. ф-ка, 2014. — 353, [3] с. : іл., портр. ; 31 см. — Назва паліт.: Дніпровський район міста Києва. 45 років. — На колонтитулі та 4-й с. паліт.: Київ від А до Я. — ISBN 978-966-196-021-2
- Хто є хто в економіці, культурі, науці Києва / Авт.-упоряд. В. Болгов. — К.: РІК «Одекс плюс», 1999—2000.

Т. 1: 1999—2000. — 1999. — 366 с.: іл.
Т. 2: 2000—2001. — 2000. — 430 с.: іл.
- Київ у ХХ сторіччі: Енциклопедичний довідник-розвідка / С. Вакулишин. — К. : УВС ім. Ю. Липи, 2018. — 184 с., іл.
- Кияни: біографічний словник / Л. Г. Андрієнко [та ін.] ; голов. ред. Ю. О. Храмов ; Українське товариство істориків науки, Інститут гуманітарних досліджень УАН. — К. : Фенікс, 2004. — 456 с.: фотоіл. — ISBN 966-651-160-6

### Кіровоградська область
- Край Прибузький: Енциклопедія Гайворонського району / Укл. О. А. Павличук. — Вінниця: Балюк І. Б., 2008. — 285 с.
- Місто і люди. Єлисаветград — Кіровоград, 1754—2004. Ілюстрована енциклопедія. / Кіровоград, Імекс-ЛТД, 2004, 303 стор.
- У плині часу: енциклопедія Олександрівщини / Б. М. Кузик, В. В. Білошапка. — К. : Мистецтво, 2002. — 319 с.: фот. — ISBN 966-577-106-X (PDF [Архівовано 24 червня 2016 у Wayback Machine.])

### Львівська область
- Нові імена. Львівщина та львів'яни: Історико-біографічний енциклопедичний довідник. / Львів: РВГ Віка, 2004.– (Новітня історія України).

Вип. 1 / Авт.-упоряд. Олег Дейно; Упоряд. Л. С. Василенко, М. В. Войтович, В. М. Гринів. — 2004. — 522 с. — ISBN 966-8374-00-2
Львів
- Енциклопедія Львова
- Популярна енциклопедія Львова: історія, культура, людина, місто / упоряд. О. Ольсич. — Л. : Ставропігіон, 2009. — 252 с. — ISBN 978-966-2037-08-1[19][20][21]
- Львів: енциклопедичний бібліографічний довідник / Жарких М. І. — Київ: Мислене древо, 2007.  [Архівовано 10 січня 2017 у Wayback Machine.]
- Львів. Довідник / Упорядник М. Гресь. — Львів: Книжково-журн. вид., 1955. — 294 с., іл.
- Львів — місто натхнення. Література: іл. худож.-енциклопед. путівник / упоряд. О. Муха. — Львів: Вид-во Старого Лева, 2017. — 435, [4] с. : іл., портр. ; 20 см + мапа іл. худож.-енциклопед. путівника ([1] арк. склад. в 8 разів). — ISBN 978-617-679-345-8

Райони Львівської області
- Дрогобиччина: свідки епох: Ілюстрована енциклопедична книга-альбом: У 2-х кн. / Упор. Пастух Р., Сов'як П., Шимко І. — Дрогобич: Коло, 2012. — ISBN 9786176420217[22]
- Золочівщина: її минуле і сучасне. Земля Маркіяна Шашкевича / Канадське наукове товариство ім. Шевченка. Укл. і ред. Володимир Болюбаш. — Нью-Йорк, Торонто, Канберра: Гомін України, 1982. — 661 с. — ISBN 0-9690239-2-8 (DjVu-файл [Архівовано 6 серпня 2016 у Wayback Machine.]): Золочівщина: минуле і сучасне. Вид 2-ге, пер. і доп. / Фундація енциклопедії України, Торонто, Канада. Упоряд. М. В. Дубас. — Львів: Видавництво «Мс», 2006. — 784 с., іл. — ISBN 966-8461-36-3.[23][24]
- Стрийщина крізь віки: Енциклопедична книга-альбом / Пастух Р. — Дрогобич: Коло, 2011. — 520 с. з іл. — ISBN 9789662405491[22]

### Луганська область
- Видатні особистості Луганщини: довідник / Упр. культури і туризму Луган. облдержадмін., Луган. обл. краєзн. музей ; авт.-упоряд. : Г. П. Жданова, А. В. Макарова, А. М. Малишева [та ін.] ; відп. за вип. : В. В. Рябих, Т. М. Клочко. — Луганськ: Світлиця, 2008. — 82 с. : фотогр. — ISBN 978-966-354-287-8.

### Миколаївська область
- Золоті зірки Миколаївщини: Енциклопедичне видання / В. о. Миколаїв. держ. гуманіт. ун-т ім. П. Могили; Редкол. Б. І. Білик, О. П. Мещанінов, В. І. Андріяш. — Миколаїв: МДГУ ім. П. Могили, 2005. — 416 с. — 500 пр. — ISBN 966-336-033-X
- Миколаївщина: історія, факти, люди: короткий енциклопедичний словник-довідник / Микола Олександрович Березницький. — Одеса: Прес-кур'єр, 2012. — 307 с. — 300 пр. — ISBN 966-251-218-2
- Твій Миколаїв. Відомості та факти для гостей і містян: [міні-енциклопедія для дітей та дорослих] / [керівник проекту: Ю. Любаров ; авт. текстів: Л. Дєдкова, Л. Субота ; фот.: Р. Батрак та ін. ; худож.: Є. Вишнякова, Ю. Волинцева]. — Миколаїв: Літопис, 2020. — 47 с. : іл., фот. кольор.
- Шевченківський енциклопедичний словник Миколаївщини : 200-літтю від дня народження Тараса Шевченка присвячується. — Миколаїв: НУК, 2014. — 562 с. — (Шевченкіана Миколаївщини). — ISBN 978-966-321-000-0[25]

### Одеська область
- Педагогічний Олімп Одещини: біографічна енциклопедія / В.о. Одес. обл. держ. адм., Одес. ін-т удосконалення вчителів; Упоряд. Д. М. Демченко, Н. В. Савельєва, Л. І. Фурсенко. — Вид. 2-ге. — Одеса: Одеський інститут удосконалення вчителів: СМІЛ, 2008. — 336 с. — 2000 пр. — ISBN 966-16-0603-5
- Овідіопольський район: Енциклопедичний довідник / С. С. Аргатюк, В. В. Левчук, І. Т. Русєв, І. В. Сапожников. — Одеса: ВМВ, 2011. — 716 с. — ISBN 978-966-413-254-8 (завантажте у RAR-форматі [Архівовано 13 вересня 2016 у Wayback Machine.]; онлайн-перегляд [Архівовано 19 грудня 2016 у Wayback Machine.])[26]

### Полтавська область
- Енциклопедія мистецтва Полтавщини: у двох томах / Віталій Ханко ; Національна академія наук України, Інститут історії України, Центр культурологічних студій. — Полтава: О. Ханко, 2014—2015 — 2 т. : портр. — ISBN 9789661823067
- Полтавщина: Енциклопедичний довідник / За ред. А. В. Кудрицького. — К.: УЕ, 1992. — 1023 с.[27][28]
- Полтавіка. Полтавська енциклопедія = Poltavica. Poltava Encyclopedia: у 12 т. / за ред. О. А. Білоусько. — Полтава, 2009– . — ISBN 978-966-182-375-3.[29][30][31][32][33][34][35][36]

Т. 9, кн. 1 : Образотворче і декоративне мистецтво = Fine Art and Decorative Art: А — Л / упоряд. О. А. Білоусько, Ю. А. Самойленко, В. М. Ханко. — Полтава: АСМІ, 2015. — 755 с. : іл. — ISBN 978-966-182-377-7.
Т. 9, кн. 2 : Образотворче і декоративне мистецтво = Fine Art and Decorative Art: М — Я / упоряд. О. А. Білоусько, Ю. А. Самойленко, В. М. Ханко. — Полтава: АСМІ, 2015. — 859 с. : іл. — ISBN 978-966-182-395-1.
Том 12: Релігія і церква / Гол. ред. О. А. Білоусько; Ред. кол.: Ю. М. Варченко, А. М. Киридон, В. О. Мокляк, Т. П. Пустовіт, В. М. Ханко, С. В. Хорєв. — Полтава: Вид-во «Полтавський літератор», 2009. — 756 с. — ISBN 978-966-192-047-6 (онлайн-перегляд [Архівовано 20 листопада 2016 у Wayback Machine.])
- Хорольщина:Енциклопедичний довідник / А. В. Козлов та ін. — Полтава: Оріяна, 2007. — 106 с.: іл. — ISBN 966-8250-26-5
- Мала енциклопедія Лохвиччини: нехронологічні документальні й історично-літературні есеї, нариси, довідки, рефлексії та передруки / О. І. Панченко. — Гадяч: Гадяч, 2008. — 664 с. — ISBN 978-966-8285-71-4[40]

### Рівненська область
- Рівнезнавство: мала ілюстрована енциклопедія / І. Сирота. — Рівне, 2008. — 115 с.[41]
- Рівненщина: енциклопедичний довідник. Вип. 2-й / В. Болгов, І. Болгов ; Українська академія геральдики, товарного знаку та логотипу. — К. : [б. в.], 2006. — 352 с. — (Новітня історія України). — ISBN 966-7953-93-9
- Енциклопедія рівнезнавства (посилання)
- Земля Дубенська: вічний поклик історії / Т. Б. Дмитренко ; Ю. Пшеничний ; Держ. іст.-культур. заповідник м. Дубна ; підбір та обробка іл. В. Луца. — Рівне: Дятлик М. С., 2015. — 416 с.[42]
- Митці Рівненщини: енциклопедичний довідник / Б. Й. Столярчук. — Рівне: Ліста, 1997. — 365 с. : іл. — ISBN 966-7204-02-5

Митці Рівненщини: енциклопедичний довідник. — 2-ге вид., доповн. і перероб. / Б. Столярчук. — Рівне: О. Зень, 2011. — 386 с. (PDF)
- Літературно-краєзнавча енциклопедія Рівненщини / І. Г. Пащук. — Рівне: Волинські обереги, 2005. — 212 с. : іл. — ISBN 966-8306-91-0

### Сумська область
- Енциклопедія Сумщини (матеріали) / ред. В. Б. Звагельський ; Сумський держ. ун-т. — Суми: ВВП «Мрія-1» ЛТД, 1999.

Вип. 3 : Діячи науки. — 1999. — 104 с. — ISBN 966-566-120-5
- Сумщина в іменах: Енциклопедичний довідник. / Гол. ред. В. Б. Звагельський. — Суми, 2003.
- Освіта Сумщини в іменах: педагогічний довідник / Володимир Юхимович Голубченко ; Сум. держ. пед. ун-т ім. А. С. Макаренка. — Суми: Університетська книга, 2018. — 399, [1] с.
- Охтирка в особистостях. 1654—2014 / Євген Мегера. — Суми: Еллада, 2017. — 185 с. : фот. — Бібліогр.: с. 180—182.
- Літопис Роменщини в подіях та особистостях (XVI—XXI ст.): [довід.-енциклопедія] / Володимир Северин, Михайло Северин. — Суми: Еллада, 2020. — 439 с. : іл.

### Тернопільська область
- Бережанщина літературна: біографічний довідник / Ярослава Мазурак. — Бережани ; Тернопіль: Вектор, 2014. — 275, [1] с. : портр. -(Бережанська енциклопедія в іменах ; ; кн. 1).
- Енциклопедичний словник Теребовлянщини / Гол. редкол. Володимир Маланюк; Редкол. Микола Ковальчук, Григорій Кушнерик, Дмитро Михайлюк; Вступ. сл. Ігор З. Джаман; Ред. і авт. передм. Володимир Маланюк. — Тернопіль: Терно-граф, 2014. — 415 с. — 150 пр. — ISBN 978-966-457-225-2
- Літературно-мистецька та наукова Зборівщина: Словник біографій визначних людей / Медведик П. К.; Тернопільська обл. орг. Укр. т-ва охорони пам'яток історії та культури. — Т.: Джура, 1998. — 244 с.: іл.
- Музична Тернопільщина: бібліогр. покажч. / Упр. культури Терноп. облдержадмін., Терноп. ОУНБ ; уклад. В. Я. Миськів ; авт. вступ. ст. О. С. Смоляк ; відп. за вип. В. І. Вітенко. − Т. : Підручники і посібники, 2008. − 288 с. : фотогр. − ISBN 978-966-07-1433-5.
- Тернопільський енциклопедичний словник : у 4 т. / редкол.: Г. Яворський та ін. — Тернопіль: Видавничо-поліграфічний комбінат «Збруч», 2004—2010. 1 том [Архівовано 29 жовтня 2018 у Wayback Machine.], 2 том [Архівовано 5 березня 2016 у Wayback Machine.], 3 том [Архівовано 22 грудня 2015 у Wayback Machine.], 4 том [Архівовано 5 березня 2016 у Wayback Machine.].
- Тернопільщина. Історія міст і сіл: у 3 т. / Недкол.: В. Хомінець (голова) та ін. — Тернопіль: Терно-граф, 2014.

### Харківська область
- Видатні поляки і Харків: біогр. слов. (1805—1918) / Любов Жванко. — Харків: Золоті сторінки, 2018. — 407 с. : кольор. іл., портр. — Текст укр., пол. — Парал. тит. арк. пол. — Бібліогр.: с. 365—402.
- Харківщина: енциклопедичний словник / КП «Регіональний інформаційний центр» Харківської обласної ради; ред. рада: С. І. Чернов, В. С. Бакіров, М. І. Тітов та ін.; редкол. С. І. Посохов (голова), К. В. Астахова, С. М. Куделко та ін. — Харків: Золоті сторінки, 2014. — 439 с. — ISBN 978-966-400-319-0

- Педагогічна Харківщина: Довідник / Ред. В. І. Лозова, І. Ф. Прокопенко; М-во освіти України, Харківський держ. педагогічний ун-т ім. Г. С. Сковороди. — Х.: Вид-во Круглова, 1997. — 159 с.

- Валківська енциклопедія / Укл. І. М. Лисенко.

Т. 1. — К.: Рада, 2000. — 400 с.
Т. 2. — К. : Рада, 2006. — 203 с. — ISBN 966-7086-72-7
Т. 3. — К. : Рада, 2008. — 243 с. — ISBN 978-966-7087-76-0
Т. 4. — Житомир: Рута, 2013. — 231 с. — ISBN 978-617-581-193-1
- Природно-заповідний фонд Харківської області: Довідник / [О. В. Клімов, О. Г. Вовк, О. В. Філатова та ін.]. — Х.: Райдер, 2005. — 304 c.

### Херсонська область
- Знайомтесь: нововоронцовці. Енциклопедичний довідник / Укл. М. Гурепко. — Херсон: Наддніпрянська правда, 2007. — 247 с.
- Нововоронцовщина — перлина України: довід.-краєзнав. енциклопедія / Микола Гурепко. — Херсон: ХМД, 2019. — 400 с. : фот.

### Хмельницька область
- Слобідка Підлісноолексинецька: енциклопедія села, 1595—2015 / Рудь Анатолій, Колодій Леонід, Снігур Олександр. — Кам'янець-Подільський: Друкарня «Рута», 2015. — 584 с. : фот. — 500 екз. — ISBN 978-966-2771-79-4
- Дунаєвеччина в іменах: біобібліогр. довід. / В. С. Прокопчук, Т. К. Прокопчук, С. В. Олійник. — Кам'янець-Подільський: Оіюм, 2007— . — 20 см.

Вип. 2. — 2007. — 111 с. : портр. — 250 пр.
- Словник власних географічних назв Хмельницької області / Н. М. Торчинська, М. М. Торчинський ; М-во освіти і науки України, Хмельниц. нац. ун-т. − Хмельницький: Авіст, 2008. − 548 с. − Бібліогр. : с. 523−548 (441 назва). − ISBN 978-966-96969-3-9.
- Подільські науковці й освітяни: звершення в ім'я незалежності України: [біогр. нариси] / О. М. Завальнюк. — Кам'янець-Подільський (Хмельниц. обл.): Аксіома, 2016. — 575 с. : портр. — 300 пр. — ISBN 978-966-496-392-0

### Черкаська область
- Енциклопедія сучасної Черкащини — У 2-х т. / Кер. авт. кол. Бушин М. І. — Черкаси, ЦНТЕІ, 2011.
- Черкащина. Універсальна енциклопедія / Укл. В. Жадько. — К.: Експрес-Поліграф, 2010. — 1101 с.[45][46]
- Місто Черкаси / Укл. М. І. Бушин та ін. — Черкаси, 2005. — Сер.: «Черкаський край в особах. 1941—2001».
- Словник-довідник з археології Черкащини / Нераденко Т. М. ; Нац. спілка краєзнавців України, Черкас. обл. орг. Нац. спілки краєзнавців України [та ін.]. — Черкаси: Чабаненко Ю. А., 2016. — 650 с. : іл., портр. — Бібліогр.: с. 590—649 та в тексті. — ISBN 978-966-920-147-8
- Літературна енциклопедія Черкащини. Фрагменти / В. Поліщук // Вісник Черкаського університету. Філологічні науки. — 2013. — № 5. — С. 138—142.[47]

Літературна енциклопедія Черкащини (Подача сьома) / В. Поліщук // Вісник Черкаського університету. Серія: Філологічні науки. — 2015. — № 5. — С. 91-101.
Літературна енциклопедія Черкащини (фольклорний аспект) / В. Поліщук // Літературознавство. Фольклористика. Культурологія. — 2015. — Вип. 18-20. — С. 333—340.
Райони Черкаської області
- Драбівщина / Укл. М. І. Бушин та ін. — Черкаси, 2004. — Сер.: «Черкаський край в особах. 1941—2001».
- Звенигородка: мала енциклопедія / ред.-упоряд. Ф. Білецький. — Звенигородка, 2004. — 204 с.
- Золотоніський район
  - Золотоносівщина / Укл. М. І. Бушин та ін. — Черкаси, 2003. — Сер.: «Черкаський край в особах. 1941—2001».
  - Місто Золотоноша / Укл. М. І. Бушин та ін. — Черкаси, 2003. — Сер.: «Черкаський край в особах. 1941—2001».
- Кам'янщина / Укл. М. І. Бушин та ін. — Черкаси, 2005. — Сер.: «Черкаський край в особах. 1941—2001».
- Канівський район
  - Канівщина / Укл. М. І. Бушин та ін. — Черкаси, 2011. — Сер.: «Черкаський край в особах. 1941—2001».
  - Місто Канів / Укл. М. І. Бушин та ін. — Черкаси, 2011. — Сер.: «Черкаський край в особах. 1941—2001».
- Корсунь-Шевченківський район
  - Корсунщина / Укл. М. І. Бушин та ін. — Черкаси, 2003. — Сер.: «Черкаський край в особах. 1941—2001».
  - Малий енциклопедичний словник Корсунщини: У 2-х т. / Відп. ред. П. Я. Степенькіна. — Корсунь-Шевченківський: Корсунь-Шевченківський держ. історико-культурний заповідник, 2003—2004. — ISBN 966-95252-2-5

Т. 1 : А — К.– 2003.– 195 с. — ISBN 966-95252-3-3
Т. 2 : Л — Я. — Корсунь-Шевченківський: [б. в.], 2004. — 336с., 6 арк. фотоіл. — ISBN 966-95252-4-1 (т. 2)
- Лисянщина / Укл. М. І. Бушин та ін. — Черкаси, 2002. — Сер.: «Черкаський край в особах. 1941—2001».
- Маньківщина. / Укл. М. І. Бушин та ін. — Черкаси, 2004. — Сер.: «Черкаський край в особах. 1941—2001».
- Монастирищенський район
  - Монастирщина / Укл. М. І. Бушин та ін. — Черкаси, 2005. — Сер.: «Черкаський край в особах. 1941—2001».

Монастирщина / Укл. М. І. Бушин та ін. — 2-ге вид. — Черкаси, 2007. — Сер.: Черкаський край в особах. 1941—2001".
- Чигиринщина / Укл. М. І. Бушин та ін. — Черкаси, 2003. — Сер.: «Черкаський край в особах. 1941—2001».
- Чорнобаївщина / Укл. М. І. Бушин та ін. — Черкаси, 2011. — Сер.: «Черкаський край в особах. 1941—2001».

### Чернівецька область
- Видатні діячі культури та мистецтв Буковини: біобібліографічний довідник. — Чернівці: Книги–ХХІ, 2010. — Вип. 1. — 312 с.
- Буковина. Визначні постаті. 1774—1918: Біогр. довідник / Павлюк О. М. — Чернівці: Золоті литаври, 2000. — 252 с. — Бібліогр.: с. 239—245.

Райони Чернівецької області
- Літературно-мистецька енциклопедія Кіцманщини / Р. Дуб. — 2. вид., перероб. і доп. — Чернівці: [б.в.], 1998. — 90 с.

### Чернігівська область
- Чернігівщина: Енциклопедичний довідник / К.: УРЕ, 1990, 1007 стор.
- Замки та фортеці Чернігово-Сіверщини в XV—XVIII ст.: ілюстрований довідник / Бондар О. М. — К.: Видавець Олег Філюк, 2015. — 178 с.
- Енциклопедія Ічнянщини: 10 тисяч статей, довідок, документів, ілюстрацій: Довідник / Укл. В. Шевченко. — К., 2014.
- Музиканти Ніжина: муз.-краєзнав. довід. / О. А. Кавунник ; Нац. всеукр. муз. спілка, Упр. культури Ніжин. міськради, Благод. фонд «Ніжен». — Ніжин: Міланік, 2008. — 186 с. : іл., портр. ; 20 см. — 200-річчю Миколи Гоголя присвяч. — Бібліогр.: с. 182—185 (38 назв) та в тексті. — 300 пр. — ISBN 978-966-96794-7-5
- Енциклопедія Носівщини — онлайн-енциклопедія, вікі-сайт про Носівський район Чернігівської області. (посилання)
- Прилуччина: Енциклопедичний довідник / Д. О. Шкоропад, О. А. Савон. За ред. Г. Ф. Гайдая. — Ніжин: TOB "Видавництво «Аспект-Поліграф», 2007. — 560 c.: іл. — ISBN 978-966-340-221-5 (PDF-файл)